# Glenea mephisto
Glenea mephisto là một loài bọ cánh cứng trong họ Cerambycidae.